# 冠婚葬祭
冠婚葬祭（かんこんそうさい）とは、人が生まれてから亡くなり、その後に行われるものまで含めた家族的催し物全般を指す言葉である。

## 概要
この言葉は、人間が生まれてから死ぬまで、および死んだ後に家族や親族の間で行われる行事全般を指しており、元々は儒教の思想の延長が含まれるが、今日では単に通過儀礼の一種だとして扱われている。4文字のいずれもが人生の節目及び死後の扱われ方を指しており、このいずれをも滞りなく行う事で一人前だとみなす思想もある。
なおこれらでは非日常的な催し物（イベント）でもある事から一時的に出費を余儀なくされる行事としても扱われ、特に突然に起こる葬式や、あるいは散発的にある結婚式では、専用の積みたて金融商品や互助会のような組織も存在しており、これらは結婚式場の運営のようなサービス業も見られる。

## 各々の意味
4文字の各々の意味は以下の通りである。
冠（かん）
成人式を指す。かつては15歳の元服に由来し、冠を頂く（社会的な役職や参政権を得る）の意味を持つ。今日の日本では飲酒や喫煙の法的制限がなくなる事くらいにしか認識されていないケースもあるものの、明治時代や大正時代までは長子の元服ともいうと、その家の社会的地位によっては親類縁者から祝いの品がやり取りもされたという。今日でも親類・縁者などの成人式ともなるとお祝いの品などを送る事から、一般の家庭では出費を意味しているが、今日では一般にて余り高価なものをやり取りしないため、言葉だけが残っている部分がある。
婚（こん）
結婚式のこと。これを祝う者からの贈り物や祝い金（祝儀）のほか、披露宴を行う側にとっても祝宴の開催や引出物の提供など多大な出費もあり、また様々な風習・宗教的理由も含んで儀式内容も多様である事から、専門化したサービス業者も多い。ただ日本では近代化に前後して形骸化も著しく、宗教行事的な側面は減じられているケースも多く、人前式といった形式も見られる。
葬（そう）
葬式のことだが、遺体の納棺から葬儀・火葬・納骨までを一連のサービス業者が取り扱う業態が発達している。また人の死は予測出来ない場合も多い事から、突然の葬式に対応し顧客を獲得するため葬儀会社では医院との連携も見られる。こういった活動は故人と遺族ないし残された知人との別れの儀式であるが、後述の祭（さい：まつること）のように葬式の日から起算して日取りが決定される行事もあるため、その日付を記念する意味合いも持つ。
祭（さい）
先祖の霊をまつる事全般をさす。法事やお盆など様々であり、これらは予定行事として扱える部分もあるため、上の三つに比べると準備が行いやすい。その一方で祖先の霊をまつる事は様々な様式化・儀式化がみられ、これに沿って「正しく祭る事」が求められる部分も見られ、殊更礼服などの重要度が増す部分である。
これらは祖先の霊をまつる事で人を集め、一族縁者の絆を深めて繁栄を目指すという、広義の祭同様の行事である。お盆などに帰省して祖先の墓参りをする人も日本にはまだまだ多く、これが日本人的なメンタリティの一部ともなっている。